# Clase Churruca
La Clase Churruca fue un modelo de destructor construido por la Armada Española. Inspirados en la clase Scott de la Royal Navy, eran poderosas naves del tipo que los ingleses denominaban "Flotilla Leaders" o "Cabeza de Flotilla". Con bellas líneas clásicas del destructor inglés del periodo entre ambas guerras mundiales, excelente velocidad y poderoso armamento, estos destructores españoles no tenían nada que envidiar a los mejores del mundo.
Hubo hasta 16 unidades de esta clase en servicio en la Armada española entre 1927 y 1957 y dos más en la Armada de la República Argentina (ARA) entre 1928 y 1961. Tuvieron una actividad intensa, aunque al final de su vida operativa ya estaban totalmente superados. 

## Venta de las dos primeras unidades a Argentina
Un total de 18 serían botados en los astilleros de la Sociedad Española de Construcciones Navales en Cartagena. Los tres primeros: Churruca, Alcalá Galiano y Sánchez Barcáiztegui, fueron botados entre mayo de 1925 y julio de 1926. Con motivo del vuelo del Dornier Wal Plus Ultra a Buenos Aires, el gobierno español envió en visita de buena voluntad a Buenos Aires al crucero Méndez Núñez y el destructor Alsedo. Estas naves llegaron a la capital del Plata el 7 de febrero de 1926.
Esta visita coincidió con la promulgación de planes para modernizar el material de las Fuerzas Armadas Argentinas. El Alsedo en particular despertó tanto interés en la Armada de la República Argentina que de inmediato despachó una comisión a España, para iniciar negociaciones para la construcción de una flotilla de unidades similares.
Por Real Decreto del 25 de mayo de 1927, el gobierno español concedió un préstamo de 100 millones de pesetas a la Argentina. La ARA, por su parte, descartó al Alsedo, optando por unidades de la clase Churruca. Por lo tanto, el Churruca y el Alcalá Galiano fueron vendidos a la ARA, donde serían bautizados ARA Cervantes y ARA Juan de Garay.

## Recambio de las unidades vendidas y nuevas adquisiciones
Entre 1928 y 1933 fueron botados los segundos Churruca y Alcalá Galiano, junto con otros 5 buques, conformando la primera serie de los Churruca. Entre 1935 y 1937, se botarían los siete buques de la segunda serie. Esta segunda serie se pudo financiar gracias al ahorro obtenido con la cancelación de la que hubiese sido la tercera unidad de la clase Canarias, que inicialmente, tenía asignado como nombre Ferrol. 
En 1936 se proyectó y se inició la construcción de dos unidades de una tercera serie de destructores de la clase, pero el inicio de la guerra civil española, la falta de fondos y de material hizo que se retrasara su construcción. En 1943 se decidió reemprender las obras de esta tercera serie, ya que Argentina, que ya había adquirido dos unidades de la primera serie, quiso comprar uno de ellos y se decidió aprovechar esta situación para completar el otro para la Armada Española. En 1944, el Gobierno Argentino renunció a comprar el suyo, decidiéndose finalmente que ambos se incorporasen a la Armada Española tras concluir la construcción de los mismos en el año 1951. Esta serie, con notables diferencias con respecto a los buques de las dos primeras series, y una profunda modernización, conformarían la denominada clase Liniers.

## Guerra Civil
Al iniciarse la Guerra Civil, todos ellos acabaron en el bando republicano, participando en el bloqueo del estrecho desde su base en Cartagena, Cabe destacar el hundimiento del destructor Almirante Ferrándiz en la batalla del cabo Espartel por parte del crucero Canarias y la acción del Lepanto en la batalla del cabo de Palos, que fue el que lanzó los torpedos que hundieron al crucero Baleares.
Estéticamente eran muy similares a los británicos, por lo que se produjeron algunos incidentes. Incluso se dio el caso de que los republicanos trataron de romper el bloqueo de la Armada Nacional camuflando al J. L. Díez (al que durante su estancia en Euskadi, se le conocía como "Pepe el del puerto" por lo poco que salía a navegar) como si fuera el HMS Greenville, para camuflar su regreso desde Francia, aunque fue descubierto, y tras dos intentos frustrados, terminó refugiándose en el puerto de Gibraltar. Fue devuelto al bando nacional por los británicos en marzo de 1939, al igual que todos los que sobrevivieron a la Guerra Civil. La última unidad en servicio fue retirada en 1970.
Una vez finalizada la contienda, el Lepanto, se convirtió en protagonista del abordaje y hundimiento del submarino C-4 en el transcurso de unas maniobras navales.

## Buques clase Churruca
| Nombre               | Astillero      | Año de botadura | Serie | Finalización de servicio | Causa    | Observaciones                  | Imagen |
| -------------------- | -------------- | --------------- | ----- | ------------------------ | -------- | ------------------------------ | ------ |
| Churruca (1.º)       | SECN-Cartagena | 1927            | 1.ª   | 1927                     | Vendido  | a Argentina, ARA Cervantes     |        |
| Alcalá Galiano (1.º) | SECN-Cartagena | 1927            | 1.ª   | 1927                     | Vendido  | a Argentina, ARA Juan de Garay |        |
| Sánchez Barcáiztegui | SECN-Cartagena | 1928            | 1.ª   | 1964                     | Retirado | Desguazado                     |        |
| José Luis Díez       | SECN-Cartagena | 1929            | 1.ª   | 1965                     | Retirado | Desguazado                     |        |
| Almirante Ferrándiz  | SECN-Cartagena | 1929            | 1.ª   | 1936                     | Hundido  | Por el crucero pesado Canarias |        |
| Lepanto              | SECN-Cartagena | 1930            | 1.ª   | 1957                     | Retirado | Desguazado                     |        |
| Churruca (2.º)       | SECN-Cartagena | 1931            | 1.ª   | 1957                     | Retirado | Desguazado                     |        |
| Alcalá Galiano (2.º) | SECN-Cartagena | 1931            | 1.ª   | 1963                     | Retirado | Desguazado                     |        |
| Almirante Valdés     | SECN-Cartagena | 1933            | 1.ª   | 1957                     | Retirado | Desguazado                     |        |
| Almirante Antequera  | SECN-Cartagena | 1935            | 2.ª   | 1965                     | Retirado | Desguazado                     |        |
| Almirante Miranda    | SECN-Cartagena | 1936            | 2.ª   | 1970                     | Retirado | Desguazado                     |        |
| Císcar               | SECN-Cartagena | 1936            | 2.ª   | 1957                     | Varado   |                                |        |
| Escaño               | SECN-Cartagena | 1936            | 2.ª   | 1963                     | Retirado | Desguazado                     |        |
| Gravina              | SECN-Cartagena | 1936            | 2.ª   | 1963                     | Retirado | Desguazado                     |        |
| Jorge Juan           | SECN-Cartagena | 1937            | 2.ª   | 1959                     | Retirado | Desguazado                     |        |
| Ulloa                | SECN-Cartagena | 1937            | 2.ª   | 1963                     | Retirado | Desguazado                     |        |